# Tele Atlas
Tele Atlas était une société néerlandaise créée en 1984 qui fournit des cartes numériques et d'autres contenus dynamiques pour la navigation et les services de localisation dont la navigation GPS automobile et individuelle. Elle fournit des données utilisées par un grand nombre d'applications cartographiques sur Internet.
Depuis juin 2008, Tele Atlas est la propriété du constructeur d'appareils de guidage par GPS TomTom. L'opération a été conclue pour un montant de 2,9 milliards d'euros.
Le titre est alors retiré de la cotation.

## Opérations
La société produit des cartes couvrant 200 pays à travers le monde, avec des données cartographiques et des "produits d'enrichissement de cartes" tels que points d'intérêts ou adresses. Les clients de la société sont les fabricants de systèmes de navigation automobile, les sociétés Internet proposant de la cartographie sur leur site mais aussi des administrations ou des sociétés cherchant des données géographiques.
Une des particularités de la société est son système unique de récupération de données : les véhicules de cartographie mobile ou 'Mobile Mapping Vans'.

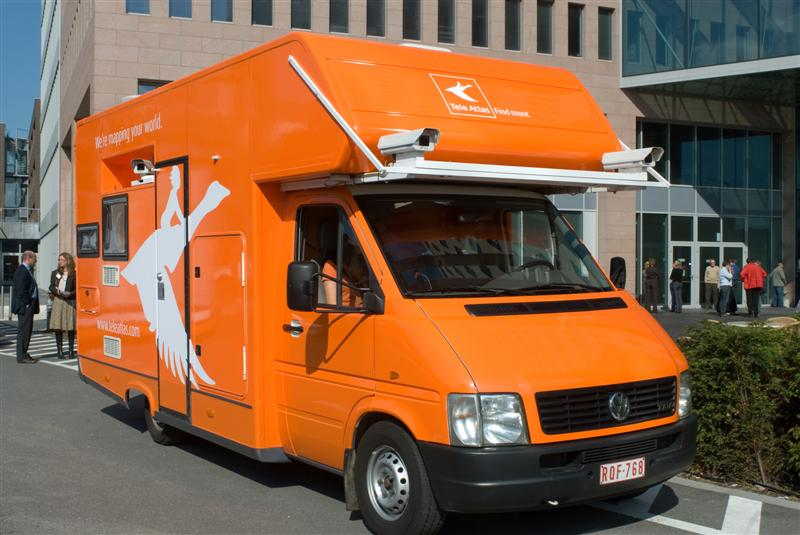
Un des 'Mobile Mapping Vans' de la flotte Tele Atlas

Il s'agit d'une flotte de véhicules parcourant l'Europe et les États-Unis, filmant à l'aide de 6 caméras haute définition l'ensemble du réseau routier. Chaque caméra (2 à l'avant, 1 sur le côté et 3 à l'arrière) capture 3 photos par seconde, chacune de ces photos étant géolocalisée précisément grâce au DGPS et aux capteurs intégrés au véhicule.
Une fois la mission du MMV terminée, l'ensemble des photos est envoyé à Gand, en Belgique, où se trouve le siège technique de la société pour l'Europe. 3 copies sur DVD sont alors réalisées : une pour archivage, une seconde est envoyée dans la filiale où le MMV a filmé, et la troisième est envoyée au centre de traitement basé en Inde près de New Delhi.
Là-bas, des centaines d'informaticiens géographes parcourent virtuellement sur leur écran d'ordinateur et analysent mètre après mètre ce qu'ont filmé les MMV, afin de mettre à jour la base de données Tele Atlas : nouveaux panneaux, nouvelles routes, nouveaux hôtels, etc.

## Composantes de la cartographie
Si le métier premier de Tele Atlas est d'intégrer la géométrie des routes et rues, la société intègre de nombreuses autres données, utilisées ou pas selon ses clients :
- Limitations de vitesse
- Panneaux de signalisation

Chaque panneau d'indication routière, tel que ceux que l'on trouve au-dessus des autoroutes, est intégré dans la base de données dans l'ordre exact tel qu'il est dans la réalité.
- Phonèmes

De nombreux GPS proposent aujourd'hui le 'Text to Speech', autrement dit non seulement il annonce les changements de direction (tournez à gauche...), mais de plus il prononce le nom de la rue ou de la localité (tournez à gauche avenue des Champs-Élysées). Cela est rendu possible par l'intégration dans la base de données Tele Atlas de la structure phonétique (et en plusieurs langues...) de l'ensemble des rues et localités !
Ces phonèmes sont également utilisés par les produits dotés de la reconnaissance vocale, tels que les Go 520/720/920 de TomTom.
- Points d'intérêt

Tele Atlas a rapidement intégré dans sa cartographie des points d'intérêt liés à l'automobile : stations-service, concessionnaires, garages... Depuis, ce sont des millions "d'adresses utiles" ou POI (pour Points of Interest) qui sont intégrés dans la base de données : hôtels, restaurants, distributeurs de billets, mairies, hôpitaux, curiosités touristiques, etc.
- 3D

Si les GPS se vantent d'affiche les cartes "en 3D", nous sommes en réalité bien loin de ce que proposent les jeux vidéo des consoles de jeu nouvelle génération. C'est pourtant ce vers quoi les constructeurs souhaitent aller, afin de proposer aux utilisateurs une reproduction aussi fidèle que possible de la réalité.
Dans cette optique, Tele Atlas travaille sur trois domaines :
1. le Digital Elevation Model, ou modèle d'élévation numérique de terrain. Cette donnée permet aux GPS d'afficher les détails du relief : montagnes, vallées, etc.
2. les 3D Landmarks, qui sont une représentation fidèle de bâtiments remarquables, tels que la Tour Eiffel ou l'Arc de Triomphe.
3. les 3D CityMaps, ou la reproduction complète en 3D d'une ville, mais avec un niveau de détails plus faible que pour les 3D Landmarks, afin de ne pas saturer la mémoire des systèmes.

## Principaux clients
Tele Atlas compte des clients dans 5 domaines différents :
1. la cartographie sur Internet : ViaMichelin, Mappy, Pages jaunes, Google[4] (Google Maps & Google Earth)...
2. les assistants de navigation personnel (PND) : TomTom, Mio/Navman
3. les applications sur téléphone mobile et PDA: Appello, ...
4. les GPS intégrés dans les automobiles : Mercedes Benz, Volkswagen, Blaupunkt, Pioneer, Clarion...
5. la gestion de flotte utilisée par des grandes entreprises : UPS, FedEx, Deutsche Post, ESRI...

## Offre publique d'achat
En juillet 2007, la société a fait l'objet d'une offre publique d'achat par le fabricant de système de navigation TomTom. Une contre offre a été faite en octobre par le concurrent Garmin avant que Tom Tom ne surenchérisse début novembre.
Le 30 juillet 2008, TomTom a racheté l'entreprise.